# Saint-Christophe (Creuse)
Saint-Christophe település Franciaországban, Creuse megyében. Lakosainak száma 150 fő (2022. január 1.). Saint-Christophe La Chapelle-Taillefert, Guéret, Sardent, Savennes és Saint-Éloi községekkel határos.

## Népesség
A település népessége az elmúlt években az alábbi módon változott:
| Lakosok száma | 145  | 118  | 133  | 122  | 134  | 144  | 155  | 154  | 154  | 150  |
|               | 1968 | 1982 | 1990 | 2006 | 2013 | 2015 | 2017 | 2019 | 2020 | 2022 |